# Małgorzata Foremniak
Małgorzata Irena Foremniak, primo voto Jędruszczak (ur. 8 stycznia 1967 w Radomiu) – polska aktorka teatralna, filmowa i telewizyjna, a także osobowość telewizyjna.

## Życiorys
Córka Marianny (1935–2011) i Kazimierza (1933–2013). Urodziła się w Radomiu, a wychowała w Jedlińsku.
Jest absolwentką VI Liceum Ogólnokształcącego im. Jana Kochanowskiego w Radomiu. W 1989 ukończyła studia na Wydziale Aktorskim PWSFTviT w Łodzi.
Debiutowała w Teatrze im. Jana Kochanowskiego w Radomiu, gdzie występowała do 1992. Następnie, w latach 1993–1999 związana była z warszawskim Teatrem Kwadrat, gdzie grała u boku Jana Kobuszewskiego, Wojciecha Pokory, Stanisławy Celińskiej. Kilkakrotnie też pojawiała się w przedstawieniach Teatru Telewizji: Cylinder (1990), Idź za brzeg, widać ogień (1995), Kto ty jesteś (1998).

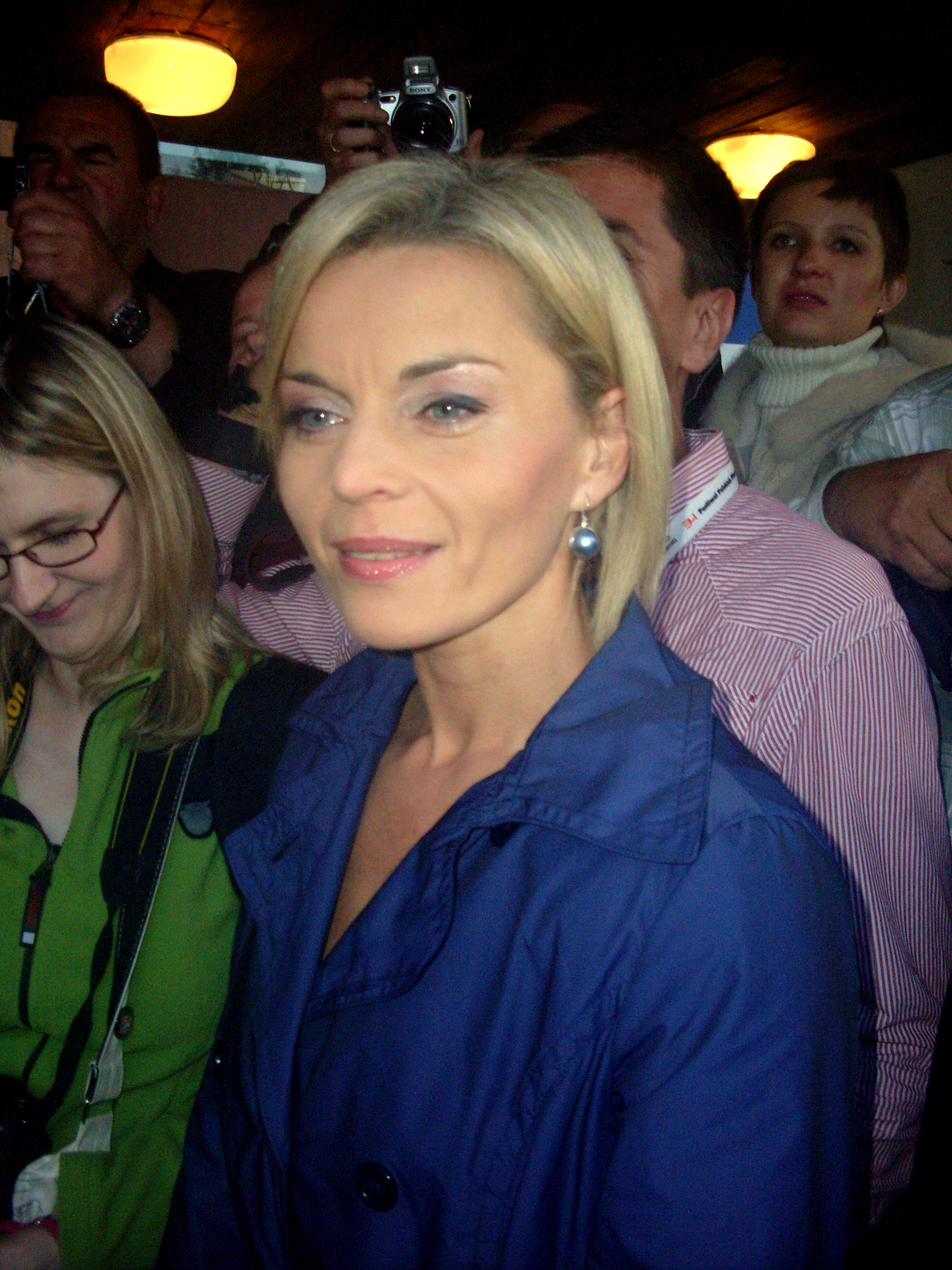
Małgorzata Foremniak, 2009

Na dużym ekranie zadebiutowała w 1990 rolą Małgorzaty uwodzącej Fausta (Bogusław Linda) w filmie Wojciecha Biedronia In flagranti. W latach 1993–1994 grała w serialu Bank nie z tej ziemi. Następnie, w latach 1994–1995 grała w Radiu Romans, a w 1995 użyczyła głosu tytułowej bohaterce filmu animowanego Walta Disneya Pocahontas. W kolejnych latach zagrała serialowe role w Matkach, żonach i kochankach (1995–1998), Tajemnicy Sagali (1996), Ekstradycji 2 (1997) oraz Sławie i chwale (1998).
Uznanie telewidzów zdobyła rolą anestezjolog Zofii Stankiewicz-Burskiej w serialu Na dobre i na złe, w którym grała od 1999. Za tę rolę trzykrotnie otrzymała Telekamerę w kategorii najlepsza aktorka (2001, 2002, 2003), dzięki czemu w 2004 otrzymała Złotą Telekamerę. W 2001 zagrała w filmie Quo vadis. W 2003 odcisnęła dłoń na Promenadzie Gwiazd podczas VIII Festiwalu Gwiazd w Międzyzdrojach. W 2004 była reprezentantką Polski w sztafecie niosącej ogień olimpijski, z którym przebiegła 450 metrów.
W 2005 zagrała Kryśkę w Pitbullu Patryka Vegi, wystąpiła w teledyskach do utworów „Jednym tchem” Andrzeja Piasecznego oraz „Prócz ciebie, nic” Krzysztofa Kiljańskiego i Kayah, a w parze z Rafałem Maserakiem zajęła drugie miejsce w finale drugiej edycji programu rozrywkowego TVN Taniec z gwiazdami i uczestniczyła w programie Finał finałów Tańca z gwiazdami. W latach 2007–2008 grała w serialu I kto tu rządzi?.
W 2008 została jedną z jurorek w programie rozrywkowym TVN Mam talent!. W 2010 wystąpiła w teledysku do piosenki Natalii Kukulskiej „Wierność jest nudna”. W 2011 zagrała Wandę w filmie Piotra Wereśniaka Och, Karol 2. W 2012 zakończyła grę w serialu Na dobre i na złe. W latach 2017–2018 grała Olgę Krajno, bizneswoman zajmującą się doradztwem finansowym w serialu W rytmie serca.

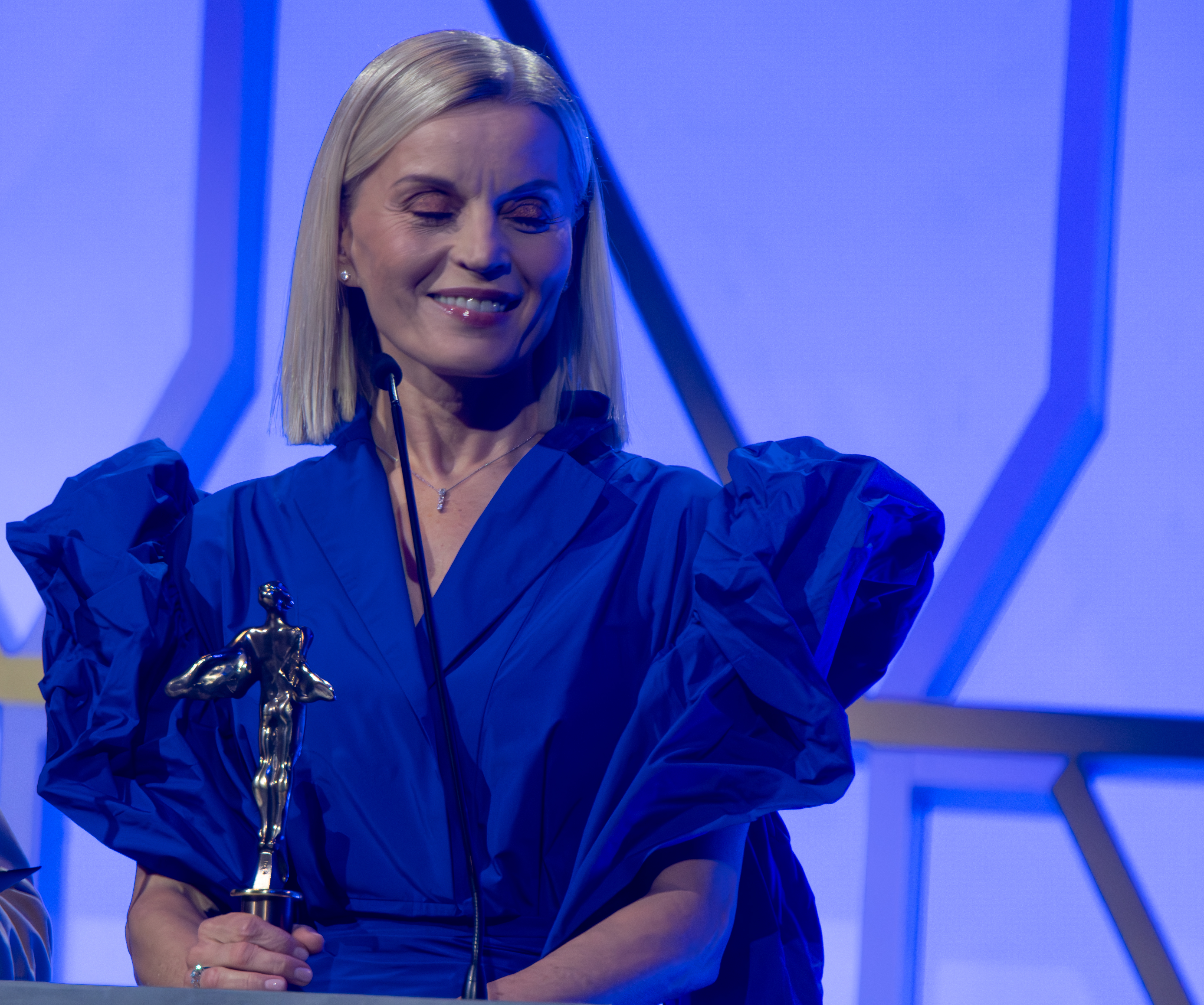
Małgorzata Foremniak podczas gali Fryderyków 2024

## Życie prywatne
Dwukrotnie zamężna. Z pierwszego małżeństwa, z Tomaszem Jędruszczakiem, który zginął w wypadku samochodowym pod Białobrzegami 4 maja 2005, ma córkę Aleksandrę. W 1998 poślubiła reżysera Waldemara Dzikiego. Jej partnerem życiowym był tancerz Rafał Maserak, którego poznała w programie Taniec z gwiazdami.
Jest ambasadorką dobrej woli UNICEF. W 2008 wystąpiła w kampanii społecznej „A wystarczy naprawdę niewiele – wystarczy chcieć” Fundacji Polsat (2008).
Wystąpiła w kampanii reklamowej Volkswagena (2006) i firmy kosmetycznej Soraya (2008).

## Filmografia

### Filmy
| Rok  | Tytuł                                      | Rola                               | Reżyseria                                  |
| ---- | ------------------------------------------ | ---------------------------------- | ------------------------------------------ |
| 1986 | Igraszki po obiedzie (etiuda)              | (rola nieznana)                    | Piotr Conio                                |
| 1987 | Romeo i Julia (etiuda)                     | (rola nieznana)                    | Ricardo Torres Ramirez                     |
| 1987 | Parawan (etiuda)                           | (rola nieznana)                    | Waldemar Stajch                            |
| 1987 | Opowieść o ordynarnym szaleństwie (etiuda) | (rola nieznana)                    | Mitko Panov                                |
| 1987 | Kleszcze (etiuda)                          | (rola nieznana)                    | Jacek Szostak                              |
| 1987 | Kingsajz                                   | modelka                            | Juliusz Machulski                          |
| 1991 | In flagranti                               | kelnerka Ewa                       | Wojciech Biedroń                           |
| 1991 | Tak tak                                    | gość przyjęcia                     | Jacek Gąsiorowski                          |
| 1994 | Miasto prywatne                            | kelnerka                           | Jacek Skalski                              |
| 1994 | Złote dno                                  | Helena                             | Marek Nowicki                              |
| 1995 | Daleko od siebie                           | Dorota                             | Feliks Falk                                |
| 1997 | Musisz żyć                                 | lekarka                            | Konrad Szołajski                           |
| 1999 | Prawo ojca                                 | prokurator Jadwiga Kaniowska       | Marek Kondrat                              |
| 1999 | Ostatnia misja                             | córka Sobczaka                     | Wojciech Wójcik                            |
| 2000 | Avalon                                     | Ash                                | Mamoru Oshii                               |
| 2001 | Quo vadis                                  | Chryzotemis                        | Jerzy Kawalerowicz                         |
| 2001 | Boże skrawki                               | Mańka                              | Jerzy Bogajewicz                           |
| 2002 | Jak to się robi z dziewczynami             | Mela                               | Przemysław Angerman, Krzysztof Łukaszewicz |
| 2003 | Zmruż oczy                                 | matka                              | Andrzej Jakimowski                         |
| 2003 | Stara baśń                                 | Księżna                            | Andrzej Jakimowski                         |
| 2005 | PitBull                                    | Kryśka                             | Patryk Vega                                |
| 2005 | Krótka histeria czasu                      | mama Marty                         | Dominik Matwiejczyk                        |
| 2007 | Świadek koronny                            | Mira Blachowska                    | Jarosław Sypniewski, Jacek Filipiak        |
| 2009 | Miasto z morza                             | pani Helena                        | Andrzej Kotkowski                          |
| 2011 | Och, Karol 2                               | Wanda                              | Piotr Wereśniak                            |
| 2015 | Czerwony pająk                             | matka Karola                       | Marcin Koszałka                            |
| 2016 | Sługi boże                                 | psycholog Joanna Stanisz           | Mariusz Gawryś                             |
| 2018 | Kobieta sukcesu                            | Bogna Kot                          | Robert Wichrowski                          |
| 2019 | Jak poślubić milionera?                    | Sonia Babicz                       | Filip Zylber                               |
| 2021 | Sonata                                     | Małgorzata Płonka                  | Bartosz Blaschke                           |
| 2025 | 100 dni do matury                          | wiceministra edukacji Łucja Wójcik | Mikołaj Piszczan                           |

### Seriale
| Rok       | Tytuł                        | Rola                                           | Uwagi                                |
| --------- | ---------------------------- | ---------------------------------------------- | ------------------------------------ |
| 1993–1994 | Bank nie z tej ziemi         | Ewa                                            | Główna rola                          |
| 1994–1995 | Radio Romans                 | Dominika                                       | Pierwszoplanowa rola                 |
| 1995–1998 | Matki, żony i kochanki       | dr Teresa Smolarek                             | Seria I i II                         |
| 1996      | Tajemnica Sagali             | Zuzanna Zawilska                               | Odcinki: 1-2, 5, 10, 14              |
| 1996      | Maszyna zmian. Nowe przygody | Izabela                                        | Odcinek: 1                           |
| 1997      | Ekstradycja 2                | podkomisarz Kulik                              | Odcinki: 7, 9                        |
| 1997      | Sposób na Alcybiadesa        | chemiczka Lilkowska                            | Odcinek: 1                           |
| 1998      | Sława i chwała               | Royska-Targowska                               | Odcinki: 5-6                         |
| 1998      | Gwiezdny pirat               | wychowawczyni Lewińska                         | Główna rola                          |
| 1998      | 13 posterunek                | Mariola                                        | Gościnnie; Odcinek: 28               |
| 1999–2012 | Na dobre i na złe            | anestezjolog Zofia Stankiewicz-Burska          | Pierwszoplanowa rola; Odcinki: 1-499 |
| 2002      | Quo vadis                    | Chryzotemis                                    | Miniserial                           |
| 2005      | Pitbull                      | Kryśka                                         | Odcinki: 1-5                         |
| 2007–2008 | I kto tu rządzi?             | Agata Batycka                                  | Sitcom; Główna rola                  |
| 2007      | Odwróceni                    | Mira Blachowska                                | Odcinki: 1-9, 11-13                  |
| 2007      | Teraz albo nigdy!            | Edyta                                          | Odcinki: 28-41, 43-44                |
| 2010      | Hotel 52                     | Zuzanna                                        | Gościnnie; Odcinek: 21               |
| 2012      | Prawo Agaty                  | Monika Górska                                  | Gościnnie; Odcinek: 20               |
| 2014–2015 | O mnie się nie martw         | Alicja Radwan                                  | Odcinki: 12, 28                      |
| 2015      | Na Wspólnej                  | ona sama                                       | Odcinek: 2050                        |
| 2015      | Aż po sufit!                 | Beata Kobiałka, przyjaciółka Joanny Domirskiej | Odcinki: 1-2, 5-7, 9-13              |
| 2017–2018 | W rytmie serca               | Olga Krajno                                    |                                      |
| 2019      | Odwróceni. Ojcowie i córki   | Mira Blachowska                                | Kontynuacja serialu Odwróceni        |
| 2021      | Sexify                       | Joanna, matka Moniki                           |                                      |
| 2023      | Krew                         | Maria Gajewska                                 | Główna rola                          |
| 2023      | Rafi                         | Urszula Zawilska                               | Odcinek: 10                          |

### Spektakle telewizyjne
| Rok  | Tytuł                     | Rola            |
| ---- | ------------------------- | --------------- |
| 1988 | Tamten                    | (rola nieznana) |
| 1989 | Cylinder                  | Rita            |
| 1993 | Idź na brzeg, widać ogień | Dziewczyna      |

### Dubbing
- 1995: Pocahontas – Pocahontas
- 1998: Teknoman – Star
- 2000: Rudolf czerwononosy renifer – Jutrzenka
- 2001: Cybernetyczny świat – Pix
- 2002: Piotruś Pan: Wielki powrót – Wendy
- 2004: Looney Tunes znowu w akcji – Kate Houghton
- 2007: Smocze wzgórze – Gala
- 2007: Magiczna kostka – Gala
- 2006: Heroes of Might and Magic V – królowa Izabela
- 2015: Ups! Arka odpłynęła – Grimp
- 2019: Ralph Demolka w internecie – Pocahontas
- 2021: Shang-Chi i legenda dziesięciu pierścieni – Jiang Nan

### Teledyski
- 2005: piosenka Andrzeja Piasecznego „Jednym tchem”
- 2005: piosenka Krzysztofa Kiljańskiego i Kayah „Prócz ciebie, nic”
- 2010: piosenka Natalii Kukulskiej „Wierność jest nudna”

## Role teatralne
Teatr 6. piętro w Warszawie
- 2012: Central Park West (reż. E. Korin)

Teatr Palladium w Warszawie
- 2013: Chopin (reż. M. Wrona)

Krakowski Teatr Scena STU
- 2014: Kolacja z Gustavem Klimtem (reż. K. Jasiński)

Och-Teatr w Warszawie
- 2015: Truciciel (reż. C. Żak)

## Reklama
- 2006: kampania reklamowa Volkswagena
- od 2008: ambasadorka firmy kosmetycznej Soraya
- 2008: kampania społeczna „A wystarczy naprawdę niewiele – wystarczy chcieć” Fundacji Polsat
- twarz serów Mlekovita[14][15]

## Nagrody
- 2001: Telekamera 2001 w kategorii: najlepsza aktorka[1]
- 2002: Telekamera 2002 w kategorii: najlepsza aktorka[1]
- 2003: Telekamera 2003 w kategorii: najlepsza aktorka[1].
- 2004: Złota Telekamera[7]